# 李安·哥頓
李安·哥頓（英語：Liam Spencer Gordon，1999年5月15日—）是圭亞那的職業足球運動員，司職後衛，現效力於英乙球隊沃尔索尔。

## 外部連結
- Soccerway資料庫：李安·哥頓
- 李安·哥頓在 National-Football-Teams.com 上的出场纪录